# نهائي كأس العالم 1998
نهائي كأس العالم 1998 هي المباراة النهائية لكأس العالم 1998، للبطولة السادسة عشرة من مسابقة كأس العالم. أُقيمت المباراة في ملعب فرنسا في باريس، في 12 يوليو 1998 وجمعت بين البرازيل وفرنسا. شهدت البطولة مشاركة فرنسا كدولة مضيفة، والبرازيل كحاملة للقب البطولة السابقة، و30 فريق تأهلوا من خلال تصفيات كأس العالم 1998 التي نظمتها الاتحادات الستة التابعة للفيفا. تنافست المنتخبات الـ32 في مرحلة المجموعات، وتأهل منها 16 منتخبًا إلى مرحلة خروج المغلوب. في طريقها إلى النهائي، تصدرت البرازيل المجموعة الأولى بفوزين وهزيمة واحدة، ثم تغلبت على تشيلي في دور الـ16 والدنمارك في ربع النهائي، وهولندا بركلات الترجيح في نصف النهائي. أما فرنسا فقد تصدرت المجموعة الثالثة بثلاثة انتصارات، ثم هزمت باراغواي في دور الـ 16، وإيطاليا في ربع النهائي، وكرواتيا في نصف النهائي. أُقيمت المباراة النهائية أمام 75,000 مشجع، وشاهدها نحو 1.3 مليار شخص عبر التلفزيون وأدارها الحكم المغربي سعيد بلقولة.
قبل المباراة، أُثيرت تكهنات حول جاهزية المهاجم البرازيلي رونالدو الذي اُستبعد في البداية من تشكيلة البرازيل الأساسية، ثم أعيد إلى التشكيلة قبل ركلة البداية. تقدمت فرنسا في النتيجة قبل نصف ساعة من بداية المباراة، عندما تفوق زين الدين زيدان على ليوناردو أراوجو برأسية نفذها إيمانويل بوتي. سجل زيدان مرة أخرى برأسية أخرى من ركنية، قبل نهاية الشوط الأول ليمنح فرنسا التقدم 2-0. ثم أضاف بوتي الهدف الثالث في الوقت المحتسب بدل الضائع من الشوط الثاني، حيث سدد الكرة منخفضة وسكنت الشباك بعد تمريرة من باتريك فييرا ليؤكد فوز فرنسا بنتيجة 3-0.
كان فوز فرنسا هو لقبها الأول في كأس العالم، حيث أصبحت سابع دولة (حينها) تفوز بكأس العالم. اُختير زين الدين زيدان أفضل لاعب في المباراة بينما حصل رونالدو على الكرة الذهبية كأفضل لاعب في البطولة. بعد الفوز، احتفل مئات الآلاف من المشجعين الفرنسيين في باريس طوال الليل. في اليوم التالي، تجمعوا على طول شارع الشانزلزيه لمتابعة مسيرة لاعبي المنتخب الفرنسي بالحافلة المكشوفة. تلا فرنسا فوزها بفوزها في البطولة الكبرى التالية وهي بطولة أمم أوروبا 2000. أصبحت لياقة رونالدو للمباراة واستبعاده في البداية ثم إعادته إلى تشكيلة البرازيل موضوعًا لاهتمام الصحفيين المستمر بعد المباراة، حيث استمر التحليل لأكثر من 20 عامًا.

## خلفية عن المباراة

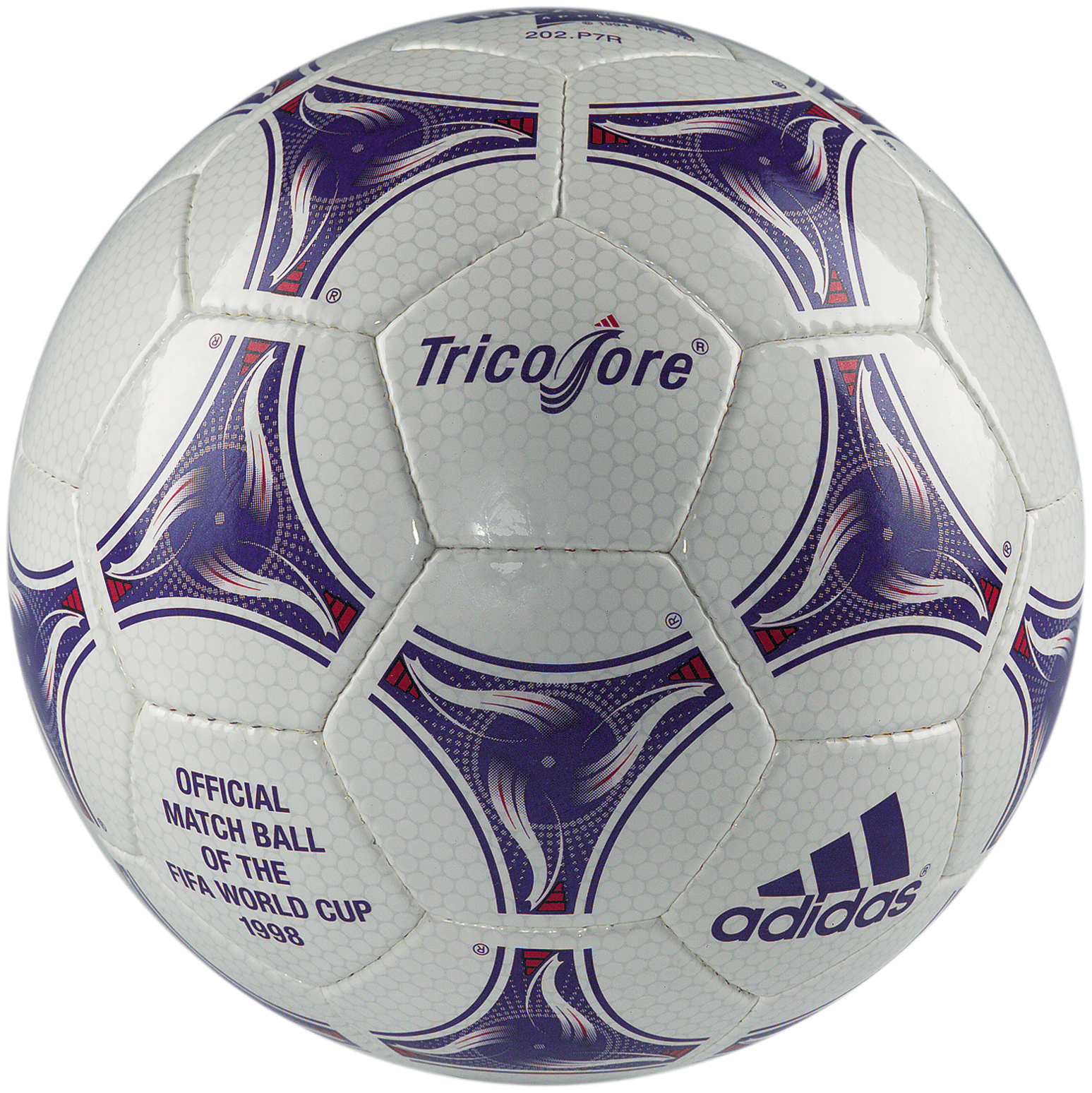
كرة المباراة اديداس تريكلور

كانت كأس العالم 1998 هي النسخة السادسة عشرة من كأس العالم، مسابقة كرة القدم للفيفا للمنتخبات الوطنية للرجال، التي أقيمت في فرنسا بين 10 يونيو و 12 يوليو 1998. شارك في النهائيات 32 فريقًا لأول مرة، بعد ان كانت من 24 فريقًا في كأس العالم 1994. تأهلت كل من فرنسا والبرازيل تلقائيًا للنهائيات - فرنسا كمضيف للبطولة والبرازيل لأنها فازت بالبطولة في 1994. تم تحديد المنتخبات الثلاثين المتبقية من خلال جولات التصفيات التي عقدت بين مارس 1996 ونوفمبر 1997، والتي نظمتها اتحادات الفيفا الستة وشارك فيها 168 فريقًا.  في النهائيات، تم تقسيم الفرق إلى ثماني مجموعات من أربعة كل فريق يلعب مع بعضهم البعض مرة واحدة في شكل جولة روبن. تأهل أفضل فريقين من كل مجموعة إلى مرحلة خروج المغلوب. تم لعب المباراة في ملعب فرنسا، في ضاحية سان دوني شمال باريس، وهو ملعب بسعة 80 ألف متفرج تم بناؤه خصيصًا لكأس العالم 1998 لأنه لم تكن هناك أماكن سابقة كبيرة بما يكفي لاستيعاب المباراة النهائية.
كانت البرازيل قد فازت بكأس العالم السابقة في الولايات المتحدة في عام 1994، وهزمت إيطاليا بركلات الترجيح في المباراة النهائية بعد أن انتهت المباراة 0-0 بعد الوقت الإضافي، وهو أول نهائي بدون أهداف على الإطلاق في تاريخ كأس العالم.  بدأوا بطولة 1998 كمرشحين مع مديرهم ماريو زاجالو، بعد أن شارك في جميع الانتصارات البرازيلية الأربعة السابقة - كلاعب في 1958 و1962، كمدير في 1970 ومساعد مدير في 1994. لم تتأهل فرنسا لبطولة 1994 لأنها خرجت من مجموعتها المؤهلة لتنتهي خلف السويد وبلغاريا. ومع ذلك، فقد تابعوا ذلك من خلال وصولهم إلى الدور نصف النهائي في بطولة اوروبا 1996، حيث تعرضوا للهزيمة بركلات الترجيح من قبل جمهورية التشيك. لاعب خط الوسط الفرنسي زين الدين زيدان حصل على المركز الثالث في مسابقة أفضل لاعب في العالم عام 1997 وقد وصفه المهاجم البرازيلي السابق بيليه بأنه "أحد اللاعبين الذين يجب مشاهدتهم" في كأس العالم 1998. قبل البطولة، قال إيمي جاكيه، المدير الفني لفرنسا، للصحفيين إن فريقه "موجود هنا للفوز بكأس العالم، وليس أقل من ذلك". قبل ذلك التقى الفريقان مرتين سابقًا في كأس العالم - في نصف نهائي بطولة 1958، التي فازت بها البرازيل 5-2، ودور ربع النهائي في عام 1986 عندما فازت فرنسا بركلات الترجيح بعد انتهاء المباراة 1 –1 بعد الوقت الإضافي. وكان آخر لقاء بينهما في بطولة فرنسا 1997، في مباراة انتهت 1-1.
كانت كرة المباراة المستخدمة في البطولة هي اديداس تريكلور، والتي صُنعت خصيصًا لكأس العالم. تم استخدام العلم ثلاثي الألوان ورمز الديك الماخوذ من بلاد الغال، وهي الرموز التقليدية لفرنسا كمصدر إلهام للتصميم. تم اقتراح أكثر من 20 مسودة من قبل فريق تصميم أديداس قبل الموافقة على النسخة النهائية.

## قبل المباراة
اعتبر المراهنين ان منتخب البرازيل هو المرشح الأوفر حظًا قبل المباراة، بفارق 4-6 بالنسبة لهم للفوز بالبطولة، مقارنة بـ 6-5 لفرنسا.

### حكام المباراة
اختير المغربي سعيد بلقوله لادارة النهائي. وهو حكم هاو عمل ضابط جمارك سابقا، وقد بدأ في العمل في عام 1983 قبل أن يتم اختياره لحكم المباريات الدولية عام 1993. قبل نهائيات كأس العالم 1998، أدار مباراتين في كل من نهائيات كأس الأمم الأفريقية 1996 و1998، بما في ذلك نهائي بطولة 1998، بين جنوب إفريقيا ومصر. في كأس العالم 1998، أدار مباريات الأرجنتين ضد كرواتيا وألمانيا ضد الولايات المتحدة. كان الحكمان المساعدين هما مارك وارين من إنجلترا وأحمد سالي من جنوب إفريقيا، بينما كان الحكم السعودي عبد الرحمن الزيد هو الحكم الرابع.

### اختيار الفريقين
في البداية أُزيل اسم رونالدو من قائمة الفريق الرسمية التي قدمها زاجالو إلى الفيفا في الساعة 7:48 مساءً. بالتوقيت المحلي (5:48 مساءً بالتوقيت العالمي )، لكن قبل 72 دقيقة من انطلاق المباراة، مع تسمية إدموندو مكانه. تلقى مراسلو البي بي سي ووسائل الإعلام الأخرى الأخبار بعد الساعة الثامنة مساءً بقليل. ولم يكن يتوقع هذا التطور، حيث وصف جون موتسون مشاهد "الفوضى المطلقة والفوضى" في مربع التعليقات. في الساعة 8:18 مساءً، مع ذلك، قدمت البرازيل ورقة فريق معدلة مع إعادة اسم رونالدو إلى وضعه السابق. تم الكشف بعد عدة سنوات أن رونالدو عانى من نوبة تشنج بعد ظهر يوم المباراة النهائية، وفقد وعيه وقضى ثلاث ساعات في المستشفى، لكنه قرر قبل وقت قصير من بدء المباراة أنه لا يزال يرغب في اللعب. باستثناء كافو، الذي تم إيقافه في مباراة نصف النهائي للبرازيل وعاد مكان زي كارلوس، لذلك اختارت البرازيل فريقًا لم يتغير مع إدموندو على مقاعد البدلاء. تم إيقاف بلانك بعد بطاقته الحمراء في نصف النهائي وأخذ مكانه في الفريق الفرنسي من قبل فرانك لوبوف. وبخلاف ذلك، قامت فرنسا بتسمية فريق لم يتغير.

## الطريق إلى النهائي
| المنتخب  | ل | ف | ت | خ | له | عليه | فرق | نقاط |
| -------- | - | - | - | - | -- | ---- | --- | ---- |
| البرازيل | 3 | 2 | 0 | 1 | 6  | 3    | +3  | 6    |
| النرويج  | 3 | 1 | 2 | 0 | 5  | 4    | +1  | 5    |
| المغرب   | 3 | 1 | 1 | 1 | 5  | 5    | 0   | 4    |
| إسكتلندا | 3 | 0 | 1 | 2 | 2  | 6    | −4  | 1    |

| المنتخب      | ل | ف | ت | خ | له | عليه | فرق | نقاط |
| ------------ | - | - | - | - | -- | ---- | --- | ---- |
| فرنسا        | 3 | 3 | 0 | 0 | 9  | 1    | +8  | 9    |
| الدنمارك     | 3 | 1 | 1 | 1 | 3  | 3    | 0   | 4    |
| جنوب إفريقيا | 3 | 0 | 2 | 1 | 3  | 6    | −3  | 2    |
| السعودية     | 3 | 0 | 1 | 2 | 2  | 7    | −5  | 1    |

## احداث االمباراة

### الشوط الاول
بدأت فرنسا المباراة في الساعة 9 مساءً. بالتوقيت المحلي، أمام حضور بلغ 75000 وجمهور تلفزيوني عالمي يقدر بـ 1.7 مليار. تم تسجيل الطقس في مطار شارل ديغول، على بعد 17 كيلومتر (11 ميل) من الملعب، على أنه عادل في وقت انطلاق المباراة، حيث بلغت درجة الحرارة 23 °م (73 °ف) ورطوبة 50٪.  حظيت فرنسا بفرصة التسجيل في الدقيقة الأولى، عندما تم تمرير الكرة إلى أعلى الملعب باتجاه ستيفان جيفارتش، الذي حاول تنفيذ ركلة دراجة مرت فوق العارضة وسقطت اعلى الشباك البرازيلية. وحصل ستيفان غيفارش على فرصة أخرى بعد ثلاث دقائق، عندما تلقى تمريرة من زيدان على حدود منطقة الجزاء وانفرد بالحارس كلاوديو تافاريل، لكن تسديدته تحت ضغط جونيور بايانو تصدى لها الحارس. وفي الدقيقة 5 أرسل ريفالدو كرة عرضية طويلة إلى الزاوية البعيدة لمنطقة الجزاء باتجاه ليوناردو الذي لم يتمكن من الوصول إليها؛ خرجت الكرة لركلة المرمى. وفازت فرنسا بركلة حرة بعد دقيقة واحدة عندما أخطأ كافو على ليزارازو، والتي سددها زيدان داخل منطقة الجزاء. وصلت إلى دجوركاييف، الذي لم يكن يحمل أي علامات؛ حاول التسجيل بضربة رأسية، لكنها ذهبت عالياً وبعيدة عن المرمى. وفي الدقيقة 17، سدد دجوركاييف تسديدة بعيدة المدى من الجهة اليمنى، لكنها مرت بجوار المرمى البرازيلي. وبعد خمس دقائق استلم رونالدو الكرة بالقرب من خط التماس وبدأ بالركض نحو المرمى؛  من الحافة اليسرى لمنطقة الجزاء مررها إلى يمينه. وكاد بارتيز أن يسدد الكرة في مرماه لكنه تمكن من الإمساك بها قبل أن تتجاوز خط المرمى. وفازت البرازيل بركنية في الدقيقة 23، نفذها ليوناردو داخل منطقة الجزاء. ووجه سامبايو رأسية قوية نحو المرمى، لكنها توجهت مباشرة إلى بارتيز الذي أنقذها.
أعطى زيدان فرنسا التقدم قبل مرور نصف ساعة بقليل، متفوقًا على ليوناردو ليتصل برأسية من ركلة ركنية متأرجحة من الجهة اليمنى نفذها بيتي. وبعد أربع دقائق استلم رونالدو الكرة بعد تمريرة طويلة من دونغا لكن بارتيز أبعد تسديدته. واصطدم رونالدو وبارتيز ببعضهما البعض خلال الحادث؛ كلاهما يحتاج إلى مساعدة من المسعفين ولكنهما تمكنا من مواصلة المباراة. وحصل جونيور بايانوعلى البطاقة الصفراء الأولى في المباراة في الدقيقة 33 بسبب خطأ على يوري دجوركاييف. تم إظهار البطاقة الصفراء للكابتن الفرنسي ديدييه ديشامب بعد أربع دقائق بسبب تحدي الغطس على ريفالدو. في الدقيقة 41، حصل بيتي على فرصة للتسجيل من مسافة 12 يارد (11 م) عندما ارتدت إليه تمريرة كريستيان كاريمبو في الفضاء بعد أن اصطدمت بمؤخرة قدم بايانو. لكن جونيور بايانو تعافى ليتصدى لتسديدة الفرنسي بعيدًا عن القائم. قبل وقت قصير من الوقت المحتسب بدل الضائع في الشوط الأول، أرسل تورام الكرة إلى أعلى الملعب من عمق نصف ملعبه، والتي أضاعها المدافعون البرازيليون ووصلت إلى جيفارتشي، واحدًا لواحد مع كلاوديو تافاريل. لكن حارس المرمى تصدى لتسديدته من الخلف لركلة ركنية. فازت فرنسا بركنية أخرى بعد دقيقة واحدة، والتي نفذها يوري دجوركاييف على الجهة اليسرى داخل منطقة الجزاء، حيث سدد زيدان الكرة برأسه مرة أخرى داخل المرمى، من خلال ساقي روبرتو كارلوس، ليمنح فرنسا التقدم 2-0 في الشوط الأول.

### الشوط الثاني
بدأ الشوط الثاني بدخول البرازيلي دينيلسون بدلاً من ليوناردو. حصل مارسيل دوسايي على بطاقة صفراء في الدقيقة 49 للاعتراض، بعد أن قام الحكم بمعاقبته لارتكابه خطأ على كافو. في الدقيقة 51، نفذ بيبيتو ركلة ركنية من الجانب الأيمن وصلت إلى دينيلسون الذي سقط أرضًا عندما مرت محاولته بعيدًا عن المرمى بينما كان ديشان يتحدى الكرة أيضًا. وطالب لاعبو البرازيل بركلة جزاء لكن الحكم لم يحتسبها. وبعد دقيقة واحدة أطلق دونغا تسديدة من خارج منطقة الجزاء ذهبت بعيدة عن مرمى بارتيز. حصل كاريمبيو على بطاقة صفراء في الدقيقة 55 بسبب خطأ من الخلف على كافو. نفذ ريفالدو الركلة الحرة الناتجة قصيرة باتجاه روبرتو كارلوس، الذي ركض إلى الحافة اليسرى لمنطقة الجزاء قبل أن يعبرها إلى داخل المرمى، حيث وصلت إلى رونالدو. سدد من مسافة قريبة لكن بارتيز تصدى لها. وفي الدقيقة 57 أجرى منتخب فرنسا تغييرا بدخول آلان بوغوسيان بدلا من كاريمبيو. وبعد ثلاث دقائق، سدد روبرتو كارلوس رمية تماس طويلة من الجهة اليسرى، فشل بارتيز في الإمساك بها بالقرب من حافة منطقة جزاءه، مما سمح لبيبيتو بتسديد الكرة، لكن ديسايي تصدى لها.

### التفاصيل
| البرازيل | 0 – 3 | فرنسا                                            |
| -------- | ----- | ------------------------------------------------ |
|          | تقرير | زين الدين زيدان 27'، 45+1' · إيمانويل بوتي 90+3' |

| البرازيل | فرنسا |

| البرازيل             |    |                 |     |     |
|                      |    |                 |     |     |
| GK                   | 1  | كلاوديو تافاريل |     |     |
| RB                   | 2  | كافو            |     |     |
| CB                   | 3  | ألدايير         |     |     |
| CB                   | 4  | جونيور بايانو   | 33' |     |
| LB                   | 6  | روبرتو كارلوس   |     |     |
| DM                   | 5  | سيزار سامبايو   |     | 73' |
| DM                   | 8  | دونغا           |     |     |
| AM                   | 10 | ريفالدو         |     |     |
| AM                   | 18 | ليوناردو        |     | 46' |
| CF                   | 20 | بيبيتو          |     |     |
| CF                   | 9  | رونالدو         |     |     |
| البدلاء:             |    |                 |     |     |
| MF                   | 19 | دينيلسون        |     | 46' |
| FW                   | 21 | إدموندو         |     | 73' |
| المدرب: ماريو زاغالو |    |                 |     |     |

| فرنسا              |    |                  |         |     |
|                    |    |                  |         |     |
| GK                 | 16 | فابيان بارتيز    |         |     |
| RB                 | 15 | ليليان تورام     |         |     |
| CB                 | 8  | مارسيل ديسايي    | 48' 68' |     |
| CB                 | 18 | فرانك لوبوف      |         |     |
| LB                 | 3  | بيسنتي ليزارازو  |         |     |
| DM                 | 7  | ديدييه ديشامب    | 39'     |     |
| CM                 | 17 | إيمانويل بوتي    |         |     |
| CM                 | 19 | كريستيان كاريمبو | 56'     | 57' |
| AM                 | 10 | زين الدين زيدان  |         |     |
| AM                 | 6  | يوري دجوركاييف   |         | 74' |
| CF                 | 9  | ستيفان غيفارش    |         | 66' |
| البدلاء:           |    |                  |         |     |
| MF                 | 14 | آلين بوغوسيان    |         | 57' |
| FW                 | 21 | كريستوف دوغاري   |         | 66' |
| MF                 | 4  | باتريك فييرا     |         | 74' |
| المدرب: إيمي جاكيه |    |                  |         |     |

| - رجل المباراة زين الدين زيدان (فرنسا) - مساعدو الحكم مارك وارن (إنجلترا)، احمد سالي (جنوب أفريقيا) - الحكم الرابع عبد الرحمن الزيد (السعودية) | قواعد المباراة - 90 دقيقة موزعة بالتساوي على شوطين. - 30 دقيقة من الوقت الإضافي في حالة التعادل - يتم إجراء ضربات الجزاء الترجيحية في حالة إستمرار التعادل - يُسمح بإدخال 3 لاعبين بدلاء فقط. |

### الاحصائيات
|                                   | البرازيل | فرنسا |
| --------------------------------- | -------- | ----- |
| عدد الأهداف                       | 0        | 3     |
| مجموع التسديدات                   | 12       | 13    |
| تسديد في المرمى                   | 7        | 5     |
| الإستحواذ على الكرة               |          |       |
| مخالفات                           | 15       | 13    |
| تسلل                              | 5        | 3     |
| البطاقة الصفراء                   | 1        | 6     |
| البطاقة الصفراء الثانية وحالة طرد | 0        | 1     |
| البطاقة الحمراء                   | 0        | 0     |

## ما بعد المباراة
كان فوز فرنسا هو أول لقب لها في كأس العالم، لتصبح السابعة من أصل - اعتبارًا من عام 2022 - ثماني دول مختلفة تفوز بالبطولة. كما أصبحوا الفريق السادس الذي يفوز بالبطولة كمضيف والأول منذ الأرجنتين في عام 1978. وكانت هذه هي المرة الثانية فقط التي تخسر فيها البرازيل نهائي كأس العالم، وكانت الأولى هي خسارتهم المفاجئة 2-1 أمام أوروغواي في ملعب ماراكانا في ريو دي جانيرو في المباراة النهائية لعام 1950 المعروفة باسم ماراكاناسو (وبالمثل، كانت هذه أول خسارة للبرازيل في نهائي كأس العالم بنظام خروج المغلوب). كانت النتيجة 3–0 أيضًا أكبر خسارة للبرازيل في كأس العالم حتى هزيمتهم 7–1 أمام ألمانيا في نصف نهائي كأس العالم 2014 على ملعب مينيراو في بيلو هوريزونتي.
وكان من بين الحاضرين الرئيس الفرنسي جاك شيراك، ورئيس اللجنة الأولمبية الدولية خوان أنطونيو سامارانش، ورئيس الفيفا المنتخب حديثاً سيب بلاتر وسلفه المنتهية ولايته جواو هافيلانج، ورئيس الاتحاد الأوروبي لكرة القدم لينارت يوهانسون، والرئيس المشارك للجنة المنظمة المحلية ميشيل بلاتيني. يقف خلال حفل توزيع الجوائز. وسلم الرئيس شيراك الكأس للكابتن الفرنسي ديشامب.
احتفل الملايين من المشجعين الفرنسيين بانتصار فريقهم في باريس طوال الليل، مع ما يقدر بنحو 1.5 مليون في شارع الشانزليزيه وحده حيث تم عرض أسماء اللاعبين ووجوههم مع الرسائل الاحتفالية على قوس النصر. في اليوم التالي، امتلأ شارع الشانزليزيه أيضًا بالجماهير حيث قام اللاعبون الفرنسيون بجولة بالحافلة المكشوفة في الشارع. استمرت الاحتفالات حتى يوم الثلاثاء، عطلة يوم الباستيل الوطني في فرنسا، حيث دعا شيراك الفريق إلى حفلة في حديقة قصر الإليزيه بعد العرض العسكري ليوم الباستيل وأشاد بتضامن الأمة خلال خطاب ألقاه هناك. في اليوم التالي للمباراة النهائية، تصدرت صحيفة ليكيب صفحتها الأولى بعنوان "Pour L'Éternité" (إلى الأبد)، حيث أصبحت طبعة 13 يوليو ولا تزال هي الطبعة الأكثر مبيعًا في تاريخ الصحيفة حيث بيعت أكثر من 1.6 مليون نسخة.
على الصعيد الاخر، أصبحت لياقة رونالدو للمباراة وإغفاله الأولي وإعادته لاحقًا إلى قائمة منتخب البرازيل موضوع اهتمام صحفي مستمر بعد المباراة، مع استمرار التحليل بعد أكثر من 20 عامًا. ظهر عدد من نظريات المؤامرة فيما يتعلق بالحادثة، بما في ذلك ادعاء المهاجم إدموندو (الذي كان من المقرر أن يلعب مكان رونالدو) بأن شركة نايكي الراعية لفريق البرازيل قد ضغطت على زاجالو لإعادة اللاعب. وقال زاجالو أيضًا إن القرار يعود له ولللاعب، قائلاً "لو كان هناك تدخل لكنت قد قدمت استقالتي". أطلق السياسي ألدو ريبيلو تحقيقًا حكوميًا في تورط نايكي مع البرازيل وأجرى مقابلات مع العديد من اللاعبين والمسؤولين وأطباء الفريق، لكنه برأ نايكي من أي مخالفات. نظرية أخرى نشرت في صحيفة فولها دي إس باولو البرازيلية، هي أن رونالدو أصيب بانهيار عصبي خلال البطولة، وقال بعض اللاعبين أيضًا إن طبيب الفريق ليديو توليدو بكى بسبب حالة رونالدو عندما التقى به في غرفة تبديل الملابس. لم يوقعه توليدو على أنه غير لائق، لكنه قال لاحقًا "تخيل لو أوقفته عن اللعب وخسرت البرازيل، في تلك اللحظة كان علي أن أذهب وأعيش في القطب الشمالي".
بعد عامين، تابعت فرنسا فوزها بالتأهل والفوز ببطولة أمم أوروبا 2000 التي أقيمت في هولندا وبلجيكا معا. حصلت البرازيل على لقب كوبا أمريكا في عام 1999، ثم فازت بكأس العالم التالي في اليابان وكوريا الجنوبية في عام 2002. تم إقصاء فرنسا من دور المجموعات في كأس العالم 2002، لتصبح أول حاملة لكأس العالم يتم إقصاؤها دون الوصول إلى مرحلة خروج المغلوب منذ البرازيل في عام 1966. وعادوا إلى النهائي في عام 2006، وخسروا أمام إيطاليا وخرجوا من البطولة. مرحلة المجموعات مرة أخرى في عام 2010، قبل أن يفوزوا بكأس العالم للمرة الثانية في عام 2018 مع ديدييه ديشامب كمدرب.

## وصلات خارجية
- FIFA website